# 509
509 (DIX) fue un año común comenzado en jueves del calendario juliano, en vigor en aquella fecha.
En el Imperio romano, el año fue nombrado el del consulado de Importuno sin colega, o menos comúnmente, como el 1262 Ab urbe condita, adquiriendo su denominación como 503 al establecerse el anno Domini por el 525.

## Acontecimientos
- Clodoveo I se convierte en rey de los francos.

## Nacimientos
- Kimmei, emperador de Japón (m. 571).